# XIXe siècle
Cet article concerne la période historique. Pour le journal, voir Le XIXe siècle.
Le XIXe siècle (ou 19e siècle) commence le 1er janvier 1801 et finit le 31 décembre 1900.
Il s'étend entre les jours juliens 2 378 861,5 et 2 415 385,5,.

## Généralités datées duXIXesiècle
- Catégorie « XIXe siècle »

## Événements

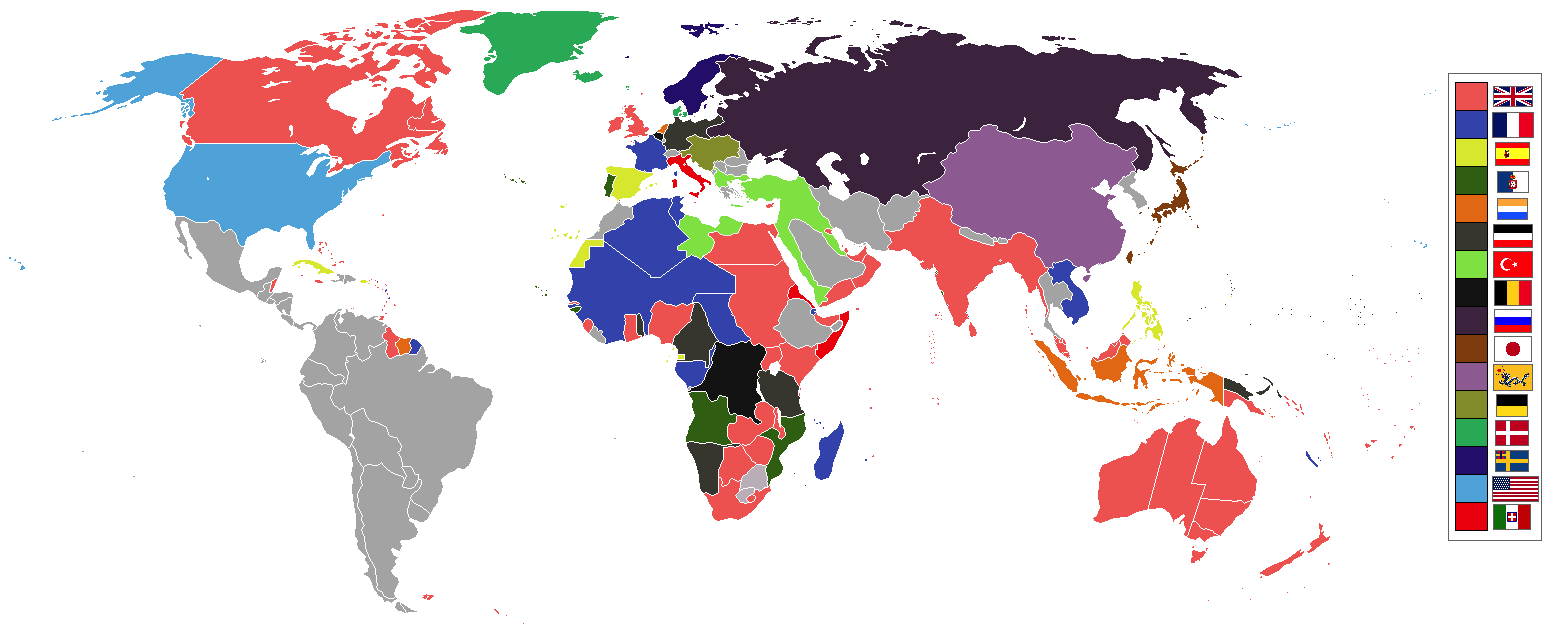
Le monde en 1898 : les empires coloniaux.

Pour l'Europe, les historiens font généralement commencer le XIXe siècle en 1815 (fin de l'Empire napoléonien et congrès de Vienne) et le font terminer en 1914 (début de la Première Guerre mondiale). L'historien britannique Eric Hobsbawn a créé la notion de « Long XIXe siècle » allant de 1789 à 1914.
Trois grandes tendances ont marqué ce siècle :
- L'industrialisation ;
- La démocratisation ;
- Le nationalisme.

Ce siècle a connu une explosion démographique ; on parle de révolution démographique.

## Europe
On peut dire que le XIXe siècle est le siècle de l'Europe.
À partir des guerres des époques napoléoniennes (1799-1815), l'Europe connut de nombreuses autres guerres qui dessinèrent sa nouvelle carte géopolitique. Parmi les phénomènes les plus importants de ce siècle figurent :
- l'effondrement des vieux Empires espagnol et portugais (principalement en Amérique ; l'empire portugais reste intact dans le reste du monde), la formation du second Empire colonial français et du premier Empire allemand et surtout l'expansion de l'Empire britannique ;
- la construction de l'unité italienne et la libération des provinces balkaniques ;
- l'émergence de consciences nationales et de sentiments patriotiques très puissants.

C'est aussi pour l'Europe, le siècle des révolutions industrielles, qui vont bouleverser le paysage européen et apporter d'immenses richesses, mais aussi casser les anciennes structures sociales.
Enfin, pour l'Europe, c'est le siècle où ses élites intellectuelles vont la transformer, en un immense chaudron, dans lequel vont bouillonner toutes les idées et tous les arts. Ses savants, ses artistes, ses intellectuels, vont porter la recherche technologique, la recherche scientifique, la recherche artistique, la recherche des idées, à un niveau jamais atteint auparavant.

### France

#### La réalité démographique
La population française connaît une stagnation. Autrefois la nation la plus peuplée durant la Révolution et le Premier Empire, la France connaît une "grève des ventres" dans la seconde moitié du siècle. Entre 1890 et 1914, elle ne gagne que 1 300 000 habitants, contre 16 millions pour l'Allemagne et 5 millions pour l'Italie. De manière préoccupante, il y a des années où les décès surpassent les naissances (1898, 1900), entraînant un vieillissement de la population. En 1887, le docteur Jacques Bertillon tire la sonnette d'alarme avec son enquête "Le Problème de la dépopulation". Ce vieillissement justifie la loi du service militaire de trois ans en 1913. Avec une main-d'œuvre de plus en plus rare, la France fait appel à des travailleurs étrangers (belges et italiens) pour répondre à ses besoins industriels. Cette dynamique démographique reflète apparemment un déficit collectif de confiance en l'avenir.

#### Les réalités économiques et sociales
Sur le plan économique, la France, ayant pris du retard sur le Royaume-Uni, se voit dépassée par la puissance industrielle de l'Allemagne dans les années 1880. Elle perd ainsi sa place de deuxième puissance économique européenne. Depuis 1870, elle subit une grande dépression marquée par de nombreux indicateurs alarmants : ralentissement de la croissance, crise agricole affectant sévèrement le monde rural qui reste prédominant (56 % de la population, avec plus de 40 % des actifs dans l'agriculture), krachs boursiers et financiers assortis de scandales, baisse des prix et chômage. Au début du XXe siècle, la France entame une nouvelle phase de reprise à partir de 1896. Entre 1906 et 1913, l'activité économique expérimente un taux de croissance sans précédent (4 à 5 %). Le retard industriel se réduit considérablement par rapport à la Grande-Bretagne et se stabilise ou diminue légèrement face à l'Allemagne, selon Asselain. Le développement industriel français privilégie toujours la grande entreprise par rapport à l'atelier. Le capitalisme français se renforce, avec la capacité de diriger l'épargne soit vers l'investissement industriel, soit vers des placements à l'étranger.
Bien que le pouvoir d'achat ait en général augmenté et que l'alimentation des familles ouvrières se soit améliorée, la répartition des richesses par la Semeuse républicaine est restée inégale. La société française demeure profondément inégalitaire et hiérarchisée, un contexte qui alimente les crises sociales et politiques. Les républicains, qu'ils soient modérés ou radicaux, ont instauré d'importantes libertés publiques sans pour autant édifier la république sociale vivement revendiquée par les mouvements politiques et syndicaux.

#### Les réalités diplomatiques
Sur la scène diplomatique la France a payé cruellement le coût de la politique internationale de prestige du Second Empire. Pendant vingt ans, elle a subi la dure loi du système diplomatique bismarckien, qui visait justement à l'isoler. Or en 1914, elle a réussi à constituer autour d'elle pour sa sécurité l'un des deux grands systèmes diplomatiques existants en Europe : illustration du passage d'une France humiliée à une France sécurisée. En 1890, la disparition du chancelier de la scène politique européenne rend le jeu diplomatique plus souple. Le pays sort progressivement de l'isolement en faisant des choix souvent difficiles parmi les différentes cartes jouables. La France a d'abord éludé la tentation d'une entente bien hypothétique avec l'Allemagne, qui lui a été proposée par les représentants du "nouveau cours" ; une entente continentale à trois tête Allemagne - Russie - France avec comme objectif: freiner la puissance navale britannique. Guillaume II  explore cette possibilité auprès du gouvernement français notamment lors de la guerre des Boers (1898) et au moment de Fachoda (1898). Les gouvernements français ont su écarter également le danger d'un axe anglo-allemand, qui était exploré à l'initiative de l'Angleterre (1901)
Le premier grand succès diplomatique a été le rapprochement avec la Russie, d'abord sur le plan militaire, puis sous la forme d'un traité, résultat de plusieurs années d'efforts patients. En 1890, des contacts entre états-majors des deux pays eurent lieu ; en 1891, c'est la visite de l'escadre française à Cronstadt ; c'est enfin le 18 août 1892 l'accord obtenu et signé, le texte disant clairement: "Si la France est attaquée par l'Allemagne, ou par l'Italie soutenue par l'Allemagne. Si la Russie est attaquée par l'Allemagne ou par l'Autriche-Hongrie soutenue par l'Allemagne, le France emploiera toutes ses forces disponibles pour attaquer l'Allemagne." L'entente franco-russe eut un grand retentissement dans l'opinion française qu'elle sécurisait, on parla dans la presse du rouleau compresseur russe, on célébra la Grande Alliance. En octobre 1893, la visite de la flotte russe à Toulon fut l'occasion de grandes festivités, la Russie devint à la mode.
L'autre événement décisif dut le choix imposé avec une certaine lucidité par Delcassé, ministre des Affaires étrangères de juin 1898 à juin 1905: le rapprochement historique avec l'Angleterre. En dépit de ceux qui souhaitaient trouver des accommodements avec l'Allemagne. En dépit aussi des heurts des intérêts français avec la puissance anglaise dans le monde et d'une tradition anglophobe séculaire. Il ordonna au capitaine Marchand, à Fachoda, de se retirer. Grâce à ce recul, le nouveau ministre des Affaires étrangères Delcassé put progressivement déblayer les contentieux qui existaient entre les deux pays et aboutir à l'entente cordiale de 1904.

#### Les réalités culturelles
Si l'instruction élémentaire a été démocratisée, il n'en reste pas moins qu'une très infime minorité peut prétendre accéder aux études secondaires et supérieures. Il en résulte qu'une élite seule dispose du savoir, s'impose et décide. Certes la diffusion du livre et de la grande presse rencontre un public qui s'élargit sans cesse, mais cela favorise les campagnes de presse et les manipulations de l'opinion. Certes les citoyens votent, mais s'ils ont écarté les anciens notables, ils s'en sont donné d'autres. Dans la balance du régime malgré les crises et des contestations violents pèse la stabilité retrouvée.

## Afrique
- Vers 1810-1840 : le royaume Louba (Katanga) atteint son apogée sous le règne de Kumwimba Ngombe[7]. À sa mort, de sanglantes luttes de succession affaiblissent le pouvoir central. Ilunga Kabale (mort vers 1870), qui a pris le pouvoir après avoir assassiné son frère Ndaye a Mujinga, passe la majeure partie de son règne à réprimer des révoltes et des complots.

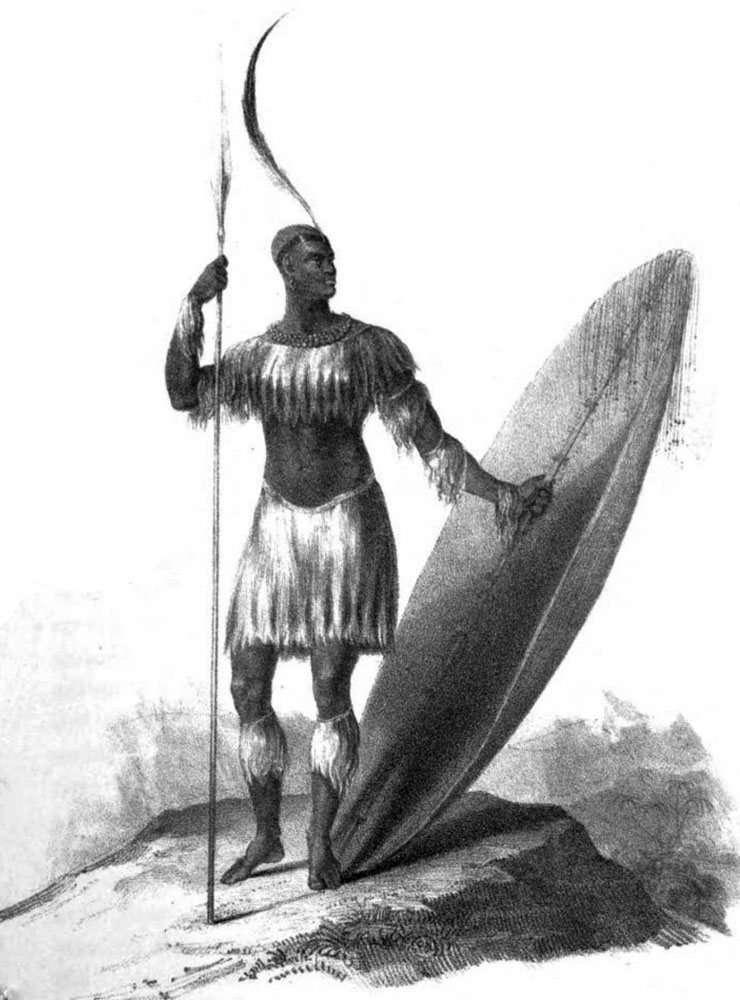
Le roi Chaka de l'empire zoulou.
Esquisse par James King, 1824.

- 1816-1828 : empire zoulou de Chaka.
- Vers 1820-1850 : expansion du royaume bamoun dans l’ouest du Cameroun sous le règne du roi Mbuembue, qui a développé au début du siècle une politique guerrière et multiplié par sept le territoire national autour de Foumban, la capitale, entre les rivières Mbam et Noun[8]. Vers 1850, un officier d’origine roturière, Nguwuo, s’empare du pouvoir. Le royaume, qui compte environ 20 000 habitants dont un tiers à Foumban, la capitale, vit du commerce régional, du trafic d’esclaves et de l’agriculture dans les vallées fertiles du Mbam et du Noun.
- 1856-1900 : invasions Zerma dans le Gurunsi ; utilisés comme mercenaires par les Dagomba-Mamprusi du nord du Ghana actuel pour razzier les pays Gurunsi (1856) les Zerma s'installent en territoire Gurunsi sous la conduite de leurs chefs Alfa Hano (1857-1862), Gazari (1863-1872) et Babatu (1872-1900)[9].

- La colonisation du continent africain se déroule principalement à partir des années 1880[10].
- Réactions d'une véritable armée zarma contre les Peul, au milieu du siècle sous la conduite d’Issa Korombe. La victoire sur les Peuls mettra fin aux invasions de Sokoto dans le Sud du Zarmatarey avec l'arrivée d'un nouvel empereur.

## Asie
Comme pour l'Afrique, le XIXe siècle est le siècle de la colonisation européenne, mais à la différence près que les anciennes structures géopolitiques vont dans la grande majorité des cas résister et subsister. Les colonisateurs européens vont en général préférer les conserver et tenter, tout en les contrôlant, de s'en faire des alliés.

## Amérique

### États-Unis
Malgré une construction laborieuse, et à partir des 13 petits États de la côte Est, les États-Unis vont peu à peu apparaître sur la scène internationale. C'est à cette époque qu'a lieu la célèbre conquête de l'Ouest qui se déroulera dans l'Ouest américain au XIXe siècle. Cette époque de l'histoire américaine est aussi appelée le Far West. Cette période va être marquée par :
- L'acquisition des immenses territoires de la Louisiane, vendus par la France (1/4 du territoire américain actuel).
- La guerre de Sécession et ses centaines de milliers de morts.
- Les guerres de conquêtes des territoires amérindiens et mexicains au nord du Río Grande.
- L'accueil d'une très importante population d'immigration en provenance de toute l'Europe et même de l'Asie, prête à s'investir, avec tout son dynamisme et toutes ses capacités dans ce nouveau pays, où tout semble possible.
- L'accroissement d'une importante population d'esclaves en provenance d'Afrique : c'est la poursuite de la Traite des noirs malgré son abolition officielle en 1807.
- La découverte sur le sol américain d'immenses ressources minières (la ruée vers l'or), naturelles, et agricoles, et leur mise en exploitation.

Les États-Unis aborderont le XXe siècle complètement transfigurés, par rapport à ce qu'ils étaient en 1800. Ils ne sont certes pas encore, et de loin, le plus puissant des pays, mais c'est celui qui a le potentiel de développement le plus élevé. À la suite de la guerre américano-mexicaine de 1848, les États-Unis acquièrent les futurs États de l'Utah, de l'Arizona, du Nevada, du Nouveau-Mexique, du Texas, de la Californie et du Colorado, territoires auparavant mexicains.

### Amérique du Nord britannique
Le XIXe siècle est aussi un siècle de colonisation et d'expansion territoriale pour l'Amérique du Nord britannique. La guerre anglo-américaine de 1812 permettra d'établir la frontière entre les États-Unis et ce qui deviendra le Canada au 49e parallèle. C’est aussi lors de ce siècle que la démographie canadienne sera complètement transformée par l'apport de l'immigration. Il y aura une hausse démographique importante qui va inverser la précédente majorité Canadienne Française. Les colonies du Haut et du Bas-Canada seront aussi secouées par des révoltes en 1837-1838. Les colons vont réclamer de Londres des modifications à l'Acte constitutionnel de 1791. Ces révoltes vont être plus importantes au Bas-Canada et vont être appelées la Rébellion des Patriotes. Le Canada avant 1867 s'insère dans la politique étrangère britannique, de sorte qu'on le voie très peu sur la scène internationale hormis pour le commerce. Aura lieu aussi en Amérique du Nord britannique le regroupement de plusieurs colonies au sein du Dominion du Canada, constitué en tant qu'État fédéral le 1er juillet 1867. Peu de temps après la confédération, les projets d'expansion canadien vont causer des désordres dans l'ouest avec la rébellion de la rivière Rouge au Manitoba. Le XIXe siècle va être un siècle fondateur et structurant pour le Canada.

### Amérique latine
Avec l'affaiblissement et le retrait de l'Espagne et du Portugal de la scène européenne en tant que nations majeures, les liens tri-centenaires qu'elles avaient avec leurs colonies américaines, aussi se cassent les uns après les autres, et de nombreux nouveaux pays vont faire leur apparition sur la scène internationale, tout au long de ce XIXe siècle.
En outre, Haïti accède à l'indépendance en 1804.

#### Mexique
- 28 septembre 1821, Juan O'Donojú, dernier Vice-roi de Nouvelle-Espagne, signe l'acte d'indépendance du Mexique.
- 21 juillet 1822, Agustín de Iturbide est empereur constitutionnel du Mexique, il règnera jusqu'au   19 mars 1823.
- 10 octobre 1824, Guadalupe Victoria est le premier président du Mexique.
- 27 novembre 1838, début de la guerre de la Pâtisserie qui est la première intervention française dans ce pays.
- En 1846 débute la Guerre américano-mexicaine, elle s'achèvera par la victoire des États-Unis et le 2 février 1848 par le traité de Guadeloupe Hidalgo.
- L'expédition du Mexique (1861-1867) est la seconde intervention française dans ce pays.
- 28 mai 1864, Maximilian Ferdinand Joseph von Habsburg devient l'empereur Maximilien Ier du Mexique et son épouse Charlotte de Belgique (1840-1927) devient l'impératrice du Mexique, ils règneront jusqu'au 15 mai 1867. À cette date Benito Juárez rétablit la république.
- 21 novembre 1876, Porfirio Díaz s'empare du pouvoir à la suite d'un coup d'État, il restera à son poste jusqu'au 25 mai 1911, révolution mexicaine.

## Océanie
- 1840 : Des chefs maori signent le traité de Waitangi avec des représentants de la couronne impériale britannique, autorisant l'intégration de la Nouvelle-Zélande à l'Empire britannique.
- Mai 1842 : annexion des îles Marquises par la flotte française, qui marque le début de la colonisation française en Polynésie.
- 1880 : création des « Établissements français de l’Océanie » (gouvernement colonial).

## Personnages significatifs

### Personnalités politiques
- François Ier
- Frédéric-Guillaume III
- Thomas Jefferson
- Alexandre Ier
- Napoléon Ier
- Kamehameha Ier
- Louis XVIII
- Simón Bolívar
- James Monroe
- Charles XIV Jean
- Klemens Wenzel von Metternich
- Charles X
- Nicolas Ier
- Andrew Jackson
- Louis-Philippe Ier
- Pedro II
- Abdelkader El Djezairi
- Victoria
- Isabelle II
- François-Joseph Ier
- Giuseppe Garibaldi
- Xianfeng
- Napoléon III
- Sissi
- Alexandre II
- Jefferson Davis
- Abraham Lincoln
- Victor-Emmanuel II
- Camillo Cavour
- Maximilien Ier
- Tokugawa Yoshinobu
- Mutsuhito
- John A. Macdonald
- Benjamin Disraeli
- William Gladstone
- Guillaume Ier
- Otto von Bismarck
- Adolphe Thiers
- Abdülhamid II
- Porfirio Díaz
- Charles Stewart Parnell
- Jules Ferry
- Alexandre III
- Léon Gambetta
- Gojong

### Militaires
- Pierre Augereau
- Piotr Ivanovitch Bagration
- P. G. T. Beauregard
- Levin August von Bennigsen
- Jean-Baptiste Bernadotte
- Louis-Alexandre Berthier
- Jean-Baptiste Bessières
- Gebhard Leberecht von Blücher
- Simón Bolívar
- Charles-Louis d'Autriche-Teschen
- George Armstrong Custer
- Louis Nicolas Davout
- Giuseppe Garibaldi
- Laurent de Gouvion-Saint-Cyr
- Ulysses S. Grant
- Jean-Baptiste Jourdan
- Mikhaïl Koutouzov
- Jean Lannes
- Robert E. Lee
- Patrice de Mac Mahon
- Étienne Macdonald
- Auguste Marmont
- André Masséna
- Helmuth Karl Bernhard von Moltke
- Joachim Murat
- Napoléon Ier
- Michel Ney
- Nicolas Charles Oudinot
- Matthew C. Perry
- Józef Antoni Poniatowski
- Charles Philippe de Schwarzenberg
- Winfield Scott
- Philip Sheridan
- William Tecumseh Sherman
- Jean-de-Dieu Soult
- Louis-Gabriel Suchet
- Claude-Victor Perrin
- Arthur Wellesley de Wellington
- Pierre Wittgenstein

### Écrivains
- Hans Christian Andersen (1805-1875)
- Jane Austen (1775-1817)
- Honoré de Balzac (1799-1850)
- Charles Baudelaire (1821-1867)
- Charlotte Brontë (1816-1855)
- Emily Brontë (1818-1848)
- Lord Byron (1788-1824)
- Georg Büchner (1813-1837)
- Lewis Carroll (1832-1898)
- François-René de Chateaubriand (1768-1848)
- Charles Dickens (1812-1870)
- Fiodor Dostoïevski (1821-1881)
- Arthur Conan Doyle (1859-1930)
- Alexandre Dumas (1802-1870)
- Gustave Flaubert (1821-1880)
- Théophile Gautier (1811-1872)
- Arthur de Gobineau (1813-1882)
- Johann Wolfgang von Goethe (1749-1832)
- Nicolas Gogol (1809-1852)
- Heinrich Heine (1797-1856)
- Friedrich Hölderlin (1770-1843)
- Victor Hugo (1802-1885)
- Henrik Ibsen (1828-1906)
- Heinrich von Kleist (1777–1811)
- Alphonse de Lamartine (1790-1869)
- Lautréamont (1846-1870)
- Giacomo Leopardi (1798-1837)
- Stéphane Mallarmé (1842-1898)
- Alessandro Manzoni (1785-1873)
- Guy de Maupassant (1850-1893)
- Herman Melville (1819-1891)
- Prosper Mérimée (1803-1870)
- Adam Mickiewicz (1798-1855)
- Alfred de Musset (1810-1857)
- Gérard de Nerval (1808-1855)
- Friedrich Nietzsche (1844-1900)
- Edgar Allan Poe (1809-1849)
- Alexandre Pouchkine (1799-1837)
- Arthur Rimbaud (1854-1891)
- George Sand (1804-1876)
- Stendhal (1783-1842)
- Robert Louis Stevenson (1850-1894)
- Bram Stoker (1847-1912)
- Anton Tchekhov (1860-1904)
- Léon Tolstoï (1828-1910)
- Ivan Tourgueniev (1818-1883)
- Mark Twain (1835-1910)
- Paul Verlaine (1844-1896)
- Jules Verne (1828-1905)
- Walt Whitman (1819-1892)
- Oscar Wilde (1854-1900)
- Émile Zola (1840-1902)

Voir aussi :
- Écrivains français nés au XIXe siècle
- Écrivains italiens nés au XIXe siècle

### Architectes
- Victor Baltard (1805-1874)
- Charles Frédéric Chassériau (1802-1896)
- Gustave Eiffel (1832-1923)
- Charles Garnier (1825-1898)
- Antoni Gaudí (1852-1926)
- Eugène Viollet-le-Duc (1814-1879)
- Georges Eugène Haussmann (1809-1891)
- Otto Wagner (1841-1918)

### Peintres
- Jean Béraud (1849-1935)
- William Bouguereau (1825-1905)
- Gustave Caillebotte (1848-1894)
- Paul Cézanne (1839-1906)
- Théodore Chassériau (1819-1856)
- John Constable (1776-1837)
- Camille Corot (1796-1875)
- Gustave Courbet (1819-1877)
- Honoré Daumier (1808-1879)
- Edgar Degas (1834-1917)
- Eugène Delacroix (1798-1863)
- Caspar David Friedrich (1774-1840)
- Paul Gauguin (1848-1903)
- Théodore Géricault (1791-1824)
- Jean-Léon Gérôme (1824-1904)
- Vincent van Gogh (1853-1890)
- Édouard Manet (1832-1883)
- Jean-François Millet (1814-1875)
- Claude Monet (1840-1926)
- Berthe Morisot (1841-1895)
- Edvard Munch (1863-1944)
- Camille Pissarro (1830-1903)
- Auguste Renoir (1841-1919)
- Francisco de Goya (1746-1828)
- Georges Seurat (1859-1891)
- Henri de Toulouse-Lautrec (1864-1901)
- Jacques-Louis David (1748-1825)
- Louis Soutter (1871-1942)
- Joseph Mallord William Turner (1775-1851)
- Horace Vernet (1789-1863)
- James Abbott McNeill Whistler (1834-1903)
- Modèle:Drapeau Belgique Maurice Maeterlinck (1862-1949)

Voir aussi :
- Peintres français du XIXe siècle
- Peintres italiens du XIXe siècle

### Sculpteurs
- Camille Claudel (1864-1943)
- Jules Dalou (1838-1902)
- Auguste Rodin (1840-1917)

### Compositeurs
- Isaac Albeniz (1860-1909)
- Ludwig van Beethoven (1770-1827)
- Hector Berlioz (1803-1869)
- Georges Bizet (1838-1875)
- Alexandre Borodine (1833-1887)
- Johannes Brahms (1833-1897)
- Anton Bruckner (1824-1896)
- Frédéric Chopin (1810-1849)
- Claude Debussy (1862-1918)
- Antonín Dvořák (1841-1904)
- Gabriel Fauré (1845-1924)
- César Franck (1822-1890)
- Charles Gounod (1818-1893)
- Edvard Grieg (1843-1907)
- Franz Liszt (1811-1886)
- Gustav Mahler (1860-1911)
- Felix Mendelssohn (1809-1847)
- Modeste Moussorgski (1839-1881)
- Jacques Offenbach (1819-1880)
- Michał Kleofas Ogiński (1765-1833)
- Niccolò Paganini (1782-1840)
- Giacomo Puccini (1858-1924)
- Gioachino Rossini (1792-1868)
- Camille Saint-Saëns (1835-1921)
- Ferdinand Schubert (1794-1859)
- Franz Schubert (1797-1828)
- Robert Schumann (1810-1856)
- Piotr Tchaïkovski (1840-1893)
- Giuseppe Verdi (1813-1901)
- Richard Wagner (1813-1883)

Voir aussi :
- Compositeurs français du XIXe siècle

### Scientifiques
- Henri Becquerel (1852-1908)
- Claude Bernard (1813-1878)
- George Boole (1815-1864)
- Marie Curie (1867-1934)
- Pierre Curie (1859-1906)
- Georges Cuvier (1769-1832)
- John Dalton (1766-1844)
- Charles Darwin (1809-1882)
- Richard Dedekind (1831-1916)
- Christian Doppler (1803-1853)
- Émile Durkheim (1858-1917)
- Thomas Edison (1847-1931)
- Michael Faraday (1791-1867)
- Léon Foucault (1819-1868)
- Augustin Fresnel (1788-1827)
- Évariste Galois (1811-1832)
- Carl Friedrich Gauss (1777-1855)
- Heinrich Hertz (1857-1894)
- James Prescott Joule (1818-1889)
- James Clerk Maxwell (1831-1879)
- Gregor Mendel (1822-1884)
- Nicéphore Niépce (1765-1833)
- Alfred Nobel (1833-1896)
- Louis Pasteur (1822-1895)
- Henri Poincaré (1854-1912)
- Bernhard Riemann (1826-1866)
- Nikola Tesla (1856-1943)
- Dimitri Mendeleïev (1834-1907)

### Explorateurs, journalistes, humanitaires
- Alexandre de Humboldt (1769-1859)
- David Livingstone (1813-1873)
- Henri Dunant (1828-1910)
- Henry Morton Stanley (1841-1904)
- Mary Kingsley (1862-1900)
- Roald Amundsen (1872-1928)

### Économistes
- Friedrich List (1789-1846)
- Carl Menger (1840-1921)
- David Ricardo (1772-1823)

### Philosophes
- Mikhaïl Aleksandrovitch Bakounine (1814-1876)
- Auguste Comte (1798-1857)
- Benjamin Constant (1767-1830)
- Friedrich Engels (1820-1895)
- Georg Wilhelm Friedrich Hegel (1770-1831)
- Søren Kierkegaard (1813-1855)
- Allan Kardec (1804-1869)
- Karl Marx (1818-1883)
- John Stuart Mill (1806-1873)
- Friedrich Nietzsche (1844-1900)
- Arthur Schopenhauer (1788-1860)
- Alexis de Tocqueville (1805-1859)

Voir : Philosophes du XIXe siècle

### Médecins, psychologues
- Jean-Martin Charcot (1825-1893)
- Sigmund Freud (1856-1939)
- Florence Nightingale (1820-1910)

### Religieux
- Léon XIII (1810-1903)
- Thérèse de Lisieux (1873-1897)
- Frédéric Ozanam (1813-1853)
- Pie VII (1742-1823)
- Pie IX (1792-1878)
- Joseph Smith (1805-1844)

## Art et culture

### Littérature
- Littérature française du XIXe siècle

### Architecture
- Fin du siècle, développement de l'architecture métallique (ponts, tour Eiffel, gares, Grand Palais)
- Inauguration de l'opéra Garnier à Paris en 1875.
- Construction des Châteaux Bardou-Job (Château de Valmy, Château d'Aubiry, Château du Parc Ducup de Saint Paul)

### Musique
- Période romantique.
- La musique instrumentale prend plus de place et d'amplitude par rapport à la musique vocale, elle est plus libre et sort des conventions : marche des Davidsbûndler contre les Philistins (Robert Schumann).
- Un instrument prend une place très importante dans les œuvres musicales, et est utilisé par les compositeurs comme un instrument soliste avec ou sans orchestre : le piano (Chopin, Busoni, Liszt, etc.).
- Les ensembles de grandes dimensions se développent : orchestres symphoniques (Berlioz).
- Apogée de l'opéra.
- Les concerts ou récitals se développent, ils s'adressent le plus souvent à un public bourgeois allant dans des salles de concert. Les instrumentistes cherchent à développer la virtuosité (Liszt, Paganini).
- La musique de chambre se développe.
- Opéra-comique dans la seconde moitié du siècle.
- En musique dite légère, c'est la naissance du café-concert.

### Peinture

La Liberté guidant le peuple,
Eugène Delacroix, 1830.

- Néo-classicisme
- Romantisme
- Style troubadour
- Peinture académique
- Éclectisme
- École de Barbizon
- Luminisme
- Réalisme
- Orientalisme
- Naturalisme
- Impressionnisme
- Symbolisme
- École de Metz
- Postimpressionnisme
- École de Pont-Aven
- Pointillisme

### Photographie
Invention de la photographie par Nicéphore Niépce et Louis Daguerre. Première image photographique réalisée par Niépce en 1827. Diffusion du procédé photographique en France par François Arago, associé à Daguerre, en 1833. En Angleterre William Henry Fox Talbot invente le négatif, permettant la reproduction des images.

## Inventions, découvertes, introductions
Voir :
- Inventions au XIXe siècle
- Inventions américaines au XIXe siècle
- Inventions françaises au XIXe siècle

### Physique
- 1842 : Invention de la résistance des matériaux par Friedrich Wöhler.
- L'optique moderne par Augustin Fresnel.
- L'électromagnétisme et la force électromagnétique (1820/1864).
- La thermodynamique.
- Les rayons X par Henri Becquerel.

### Techniques (hors information)
Les applications de l'électricité se traduisirent par de nombreux développements techniques :
- L'ampoule électrique à incandescence, par Joseph Swan et Thomas Edison.
- L'ascenseur.
- Le gratte-ciel à structure d'acier.

Également :
- Le pneumatique qui permet le réel développement du transport routier.
- 1801 : le métier à tisser automatique (métier Jacquard), par Joseph Marie Jacquard ;
- 1865 : procédé de conservation par le froid, grâce à l'ammoniac liquéfié, par Charles Tellier.

### Technologies de diffusion d'information
Voir : Télécommunications au XIXe siècle
- L'alphabet Morse (Samuel Morse).
- Le télégraphe électrique :
  - En 1832 Samuel Morse s'inspira des travaux de ses prédécesseurs pour inventer un système simple et robuste.
  - En 1838, le premier télégraphe électrique fut construit par Wheatstone, et fonctionna entre Londres et Birmingham.
  - Câble télégraphique entre l'Angleterre et la France (1851).
  - Câble transatlantique (1858).
  - Ce furent parmi les premiers systèmes de télécommunications.
- L'invention du téléphone est attribuée à Alexander Graham Bell (1876), disputée par l'Italien Antonio Meucci.
- Le phonographe (Thomas Edison, 1877).
- Le microphone :
  - Premier microphone inventé par Émile Berliner (1877).
  - Invention du premier microphone réellement utilisable par Alexander Graham Bell.
- La transmission par radio, appelée au départ « télégraphie sans fil » (Marconi) en 1895.
- La presse à rotative en imprimerie (à vérifier).
- Le cinématographe, par les frères Lumière.
  - Le projecteur cinématographique.
- La carte perforée (allemand Herman Hollerith), utilisée en 1890 pour le premier recensement américain. C'est le début de la mécanographie, ancêtre de l'informatique.

### Transports
- Le chemin de fer
- L'automobile
- Les premiers aéroplanes ou avions (terminologie à discuter) :
  - Clément Ader, précurseur de l'aviation, réalisa 3 appareils : l'Éole (l'Avion), le Zéphyr (Avion II) et l'Aquilon (Avion III) entre 1890 et 1897.
  - Son premier vol sur 50 mètres à 20 cm du sol aurait eu lieu le 9 octobre 1890 dans le parc du château de Gretz-Armainvilliers à l'est de Paris, aux commandes de l'Éole.
- le ballon dirigeable :
  - Zeppelin : principes de construction en 1895.
  - Santos-Dumont.

### Biologie

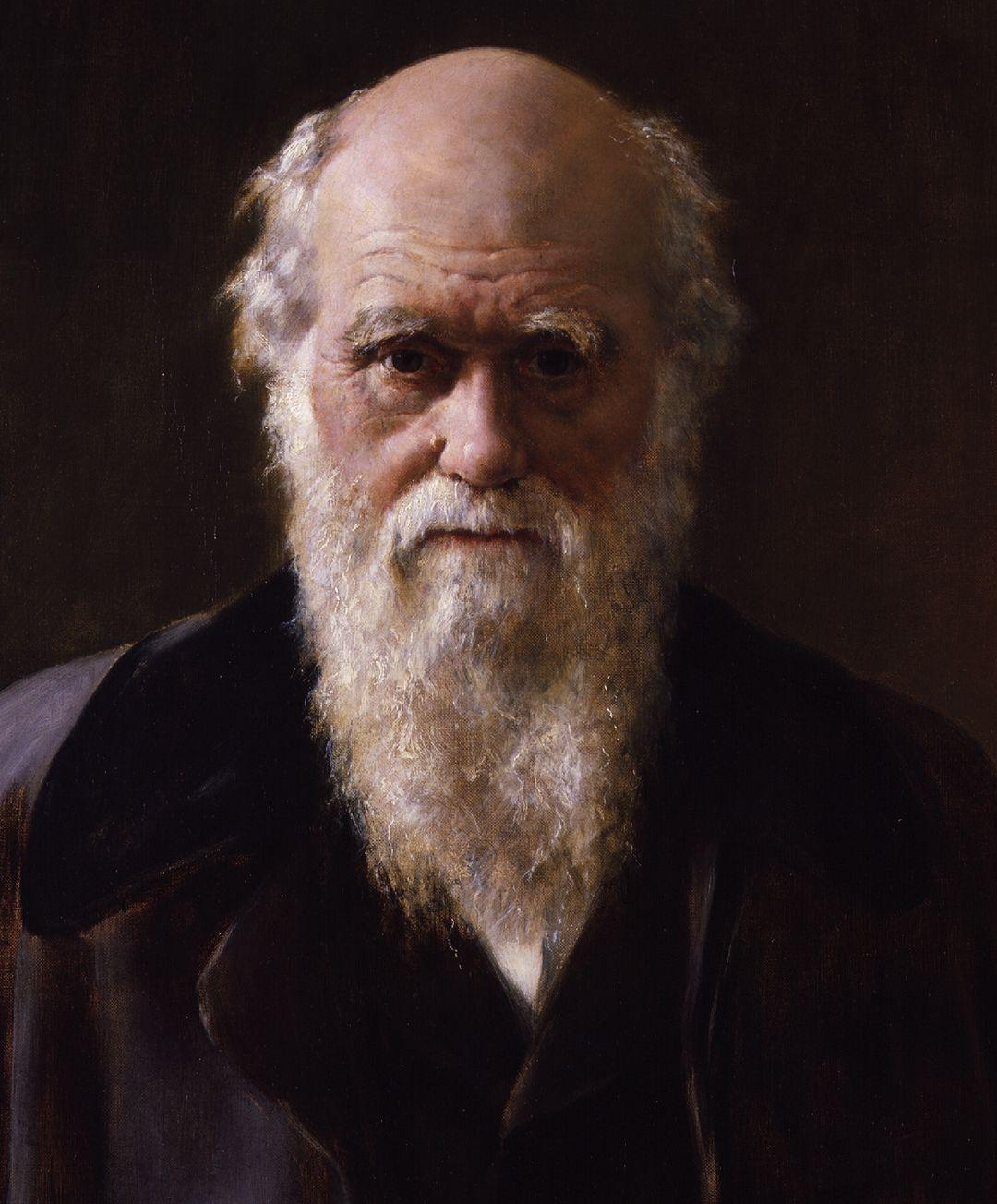
Charles Darwin.

- Le vaccin : premier vaccin contre la rage (Louis Pasteur).
- La première théorie d'un mécanisme biologique de l'évolution.
- La découverte des antibiotiques.
- La technique de clonage non reproductif.

### Médecine
- Invention du stéthoscope en France, par le docteur René Laennec (1816).

### Géologie
- Au cours du XIXe siècle, les différentes couches de roches sédimentaires ont été identifiées et classées dans les périodes géologiques que nous connaissons aujourd'hui.

### Musique
- Le piano moderne.
- Le saxophone.
- L'accordéon.

### Explorations
- Explorations au XIXe siècle

## Économie et société
- Généralisation à la plus grande partie de l'Europe continentale et aux États-Unis de la révolution industrielle.
- Développement des chemins de fer.
- Levée par l'Église catholique romaine de l'interdiction du prêt à intérêt.
- Développement du crédit dans la deuxième moitié du siècle.

## Spiritualité et religions
- Naissance et essor du spiritisme.
- Déclin de l'anglicanisme en Angleterre et du catholicisme en France (sauf sous l'empire napoléonien et sous la Restauration où la religion est remise en avant dans le champ politique).
- Aux États-Unis, forte montée de groupes évangélistes (fondation de l'Eglise des Mormons dans les années 1830).

## Autre
- Depuis la mort de Nabi Tajima le 21 avril 2018, il ne reste plus personne née au XIXe siècle.